# Джонс, Бретт
Томас Бретт Джонс (англ. Thomas Brett Johns; род. 21 февраля 1992, Суонси) — валлийский боец смешанного стиля, представитель легчайшей весовой категории. Выступает на профессиональном уровне начиная с 2012 года, известен по участию в турнирах таких бойцовских организаций как UFC, Titan FC, Cage Warriors и др. Владел титулами чемпиона Titan FC и Cage Warriors в легчайшем весе.

## Биография
Бретт Джонс родился 21 февраля 1992 года в графстве Суонси, Уэльс. Увлекался единоборствами с юных лет, уже в возрасте четырёх лет начал осваивать дзюдо, тренировался в зале своего отца-дзюдоиста. Имеет чёрный пояс по дзюдо, коричневый пояс по тайскому боксу и черный пояс по бразильскому джиу-джитсу. Одновременно со спортивной карьерой подрабатывал рабочим на стройке.

### Начало профессиональной карьеры
Начинал выступать в смешанных единоборствах в 2011 году как любитель, одержал четыре победы, не потерпев при этом ни одного поражения. На профессиональном уровне дебютировал в июне 2012 года, победив своего соперника с помощью удушающего приёма сзади. Дрался в различных небольших валлийских и английских промоушенах, таких как Pain Pit Fight Night, Celtic Battle Fight Night, Cage Warriors, Bad Blood Fight Night, при этом неизменно выходил из всех поединков победителем. Становился чемпионом PPFN и Cage Warriors в легчайшей весовой категории.
В 2015 году Джонс подписал контракт с крупной американской организацией Titan Fighting Championships и уже в дебютном бою оспорил ведённый титул чемпиона в легчайшем весе — заставил сдаться другого претендента Уолила Уотсона, поймав его на удушение сзади, и забрал чемпионский пояс себе. В том же году должен был защищать свой титул в поединке с Энтони Гутьерресом, но не сумел уложиться в лимит легчайшего веса и в связи с этим лишился чемпионского пояса. В итоге бой прошёл в промежуточном весе, а титул стоял на кону только для Гутьерреса — противостояние между ними продлилось все пять раундов, и в итоге судьи раздельным решением отдали победу Джонсу.

### Ultimate Fighting Championship
Имея в послужном списке 12 побед и ни одного поражения, Бретт Джонс привлёк к себе внимание крупнейшей бойцовской организации мира Ultimate Fighting Championship и заключил с ней долгосрочное соглашение. Дебютировал в октагоне UFC в ноябре 2016 года, выиграв единогласным решением у южнокорейского бойца Квак Кван Хо.
На март 2017 года планировался бой против англичанина Иэна Интуистла, но во время взвешивания тот показал значительное превышение лимита легчайшей весовой категории. Он был лишён 20 % гонорара и всё же попытался выйти на бой, однако на следующий день его состояние сильно ухудшилось — его доставили в больницу, а бой так и не состоялся. Позже Джонсу в качестве соперника предложили канадца Митча Ганьона, они должны были встретиться на июльском турнире в Глазго, однако в конечном счёте организаторы заменили Ганьона американцем Альбертом Моралесом, у которого Джонс благополучно выиграл единогласным судейским решением.
В декабре 2017 года в андеркате финального турнира реалити-шоу The Ultimate Fighter вышел в октагон против американского ветерана Джо Сото — уже на тридцатой секунде первого раунда Джонс принудил Сото к сдаче, проведя довольно редкий в смешанных единоборствах болевой приём с заломом голени (это была всего вторая победа данным приёмом за всю историю UFC). Также валлиец получил бонус за лучшее выступление вечера. Благодаря этой победе поднялся до 13 строки рейтинга UFC легчайшего веса.

## Статистика в профессиональном ММА
| Боёв 20  | Побед 17 | Поражений 3 |
| -------- | -------- | ----------- |
| Нокаутом | 2        | 0           |
| Сдачей   | 6        | 0           |
| Решением | 9        | 3           |

| Результат | Рекорд | Соперник            | Способ                 | Турнир                                            | Дата             | Раунд | Время | Место                      | Примечание                                                                              |
| --------- | ------ | ------------------- | ---------------------- | ------------------------------------------------- | ---------------- | ----- | ----- | -------------------------- | --------------------------------------------------------------------------------------- |
| Победа    | 19-3   | Джордан Вински      | Единогласное решение   | Bellator 285                                      | 23 сентября 2022 | 3     | 5:00  | Дублин, Ирландия           |                                                                                         |
| Победа    | 18-3   | Хуршед Кахоров      | TKO (удары)            | Bellator 275                                      | 25 февраля 2022  | 3     | 3:00  | Дублин, Ирландия           |                                                                                         |
| Поражение | 17-3   | Дэнни Сабателло     | Единогласное решение   | Bellator 259                                      | 21 мая 2021      | 3     | 5:00  | Анкасвилл, США             |                                                                                         |
| Победа    | 17-2   | Монтел Джексон      | Единогласное решение   | UFC Fight Night: Figueiredo vs. Benavidez 2       | 19 июля 2020     | 3     | 5:00  | Абу-Даби, ОАЭ              |                                                                                         |
| Победа    | 16-2   | Тони Грейвели       | Сдача (удушение сзади) | UFC Fight Night: Blaydes vs. dos Santos           | 25 января 2020   | 3     | 2:53  | Роли, США                  | Бой вечера.                                                                             |
| Поражение | 15-2   | Педру Муньюс        | Единогласное решение   | UFC 227                                           | 4 августа 2018   | 3     | 5:00  | Лос-Анджелес, США          |                                                                                         |
| Поражение | 15-1   | Алджамейн Стерлинг  | Единогласное решение   | UFC Fight Night 128 Barboza vs. Lee               | 21 апреля 2018   | 3     | 5:00  | Атлантик-Сити, США         |                                                                                         |
| Победа    | 15-0   | Джо Сото            | Сдача (залом голени)   | The Ultimate Fighter: A New World Champion Finale | 1 декабря 2017   | 1     | 0:30  | Лас-Вегас, США             | Лучшее выступление вечера.                                                              |
| Победа    | 14-0   | Альберт Моралес     | Единогласное решение   | UFC Fight Night: Nelson vs. Ponzinibbio           | 16 июля 2017     | 3     | 5:00  | Глазго, Шотландия          |                                                                                         |
| Победа    | 13-0   | Квак Кван Хо        | Единогласное решение   | UFC Fight Night: Mousasi vs. Hall 2               | 19 ноября 2016   | 3     | 5:00  | Белфаст, Северная Ирландия |                                                                                         |
| Победа    | 12-0   | Энтони Гутьеррес    | Раздельное решение     | Titan FC 34                                       | 18 июля 2015     | 5     | 5:00  | Канзас-Сити, США           | Джонс провалил взвешивание и был лишён титула. Бой прошёл в промежуточном весе 62 кг.   |
| Победа    | 11-0   | Уолил Уотсон        | Сдача (удушение сзади) | Titan FC 33                                       | 20 марта 2015    | 2     | 3:06  | Мобил, США                 | Выиграл титул чемпиона Titan FC в легчайшем весе.                                       |
| Победа    | 10-0   | Джеймс Брум         | Единогласное решение   | Cage Warriors FC 67                               | 12 апреля 2014   | 5     | 5:00  | Суонси, Уэльс              | Джонс провалил взвешивание и был лишён титула. Бой прошёл в промежуточном весе 62,1 кг. |
| Победа    | 9-0    | Джордан Десборо     | Раздельное решение     | Cage Warriors FC 59                               | 14 сентября 2013 | 5     | 5:00  | Кардифф, Уэльс             | Выиграл вакантный титул чемпиона CWFC в легчайшем весе.                                 |
| Победа    | 8-0    | Дэвид Хаггстром     | Единогласное решение   | Cage Warriors FC 59                               | 14 сентября 2013 | 3     | 5:00  | Кардифф, Уэльс             | Полуфинал турнира CWFC в легчайшем весе.                                                |
| Победа    | 7-0    | Джеймс Маккаллистер | TKO (удары руками)     | Cage Warriors FC 54                               | 4 мая 2013       | 2     | 3:23  | Кардифф, Уэльс             | Дебют в легчайшем весе.                                                                 |
| Победа    | 6-0    | Джо Орри            | Сдача (рычаг локтя)    | Pain Pit Fight Night 6                            | 3 февраля 2013   | 1     | 3:59  | Ньюпорт, Уэльс             | Выиграл титул чемпиона PPFN в легчайшем весе.                                           |
| Победа    | 5-0    | Бэрри Монти         | TKO (удары рками)      | Bad Blood Fight Night 2                           | 24 ноября 2012   | 1     | 1:17  | Лланелли, Уэльс            |                                                                                         |
| Победа    | 4-0    | Сэм Гилберт         | Единогласное решение   | Cage Warriors FC 49                               | 27 октября 2012  | 3     | 5:00  | Кардифф, Уэльс             |                                                                                         |
| Победа    | 3-0    | Кайл Проссер        | Единогласное решение   | Pain Pit Fight Night 4                            | 1 сентября 2012  | 3     | 5:00  | Ньюпорт, Уэльс             | Бой в полулёгком весе.                                                                  |
| Победа    | 2-0    | Арунис Климавичус   | Сдача (треугольник)    | Celtic Battle Fight Night                         | 14 июля 2012     | 1     | 2:31  | Кармартен, Уэльс           |                                                                                         |
| Победа    | 1-0    | Бен Вуд             | Сдача (удары руками)   | Pain Pit Fight Night 3                            | 30 июня 2012     | 1     | 2:04  | Ньюпорт, Уэльс             |                                                                                         |